# Alpes de Berchtesgaden

Vista de los Alpes de Berchtesgaden desde Königssee.

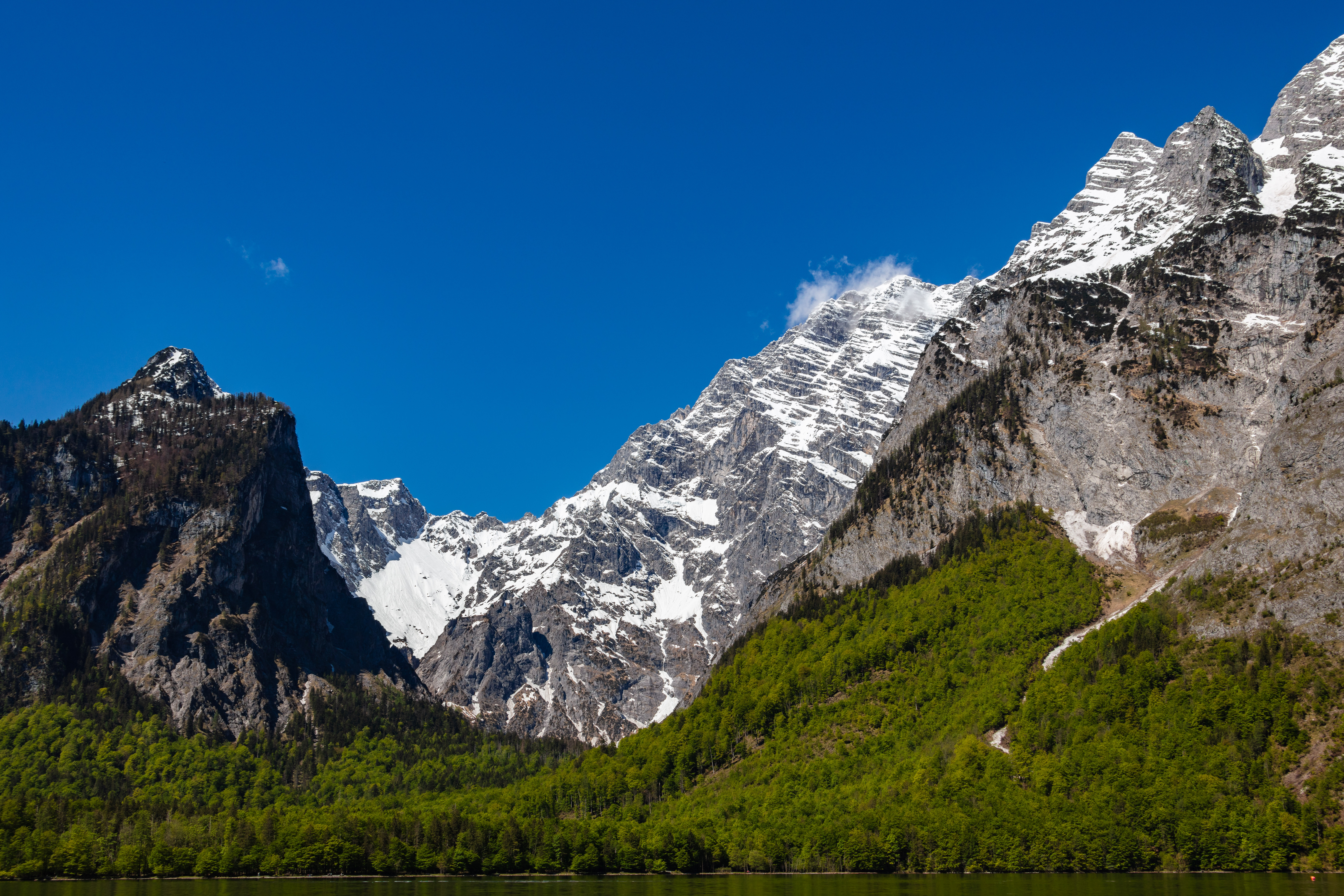
Detalle del macizo.

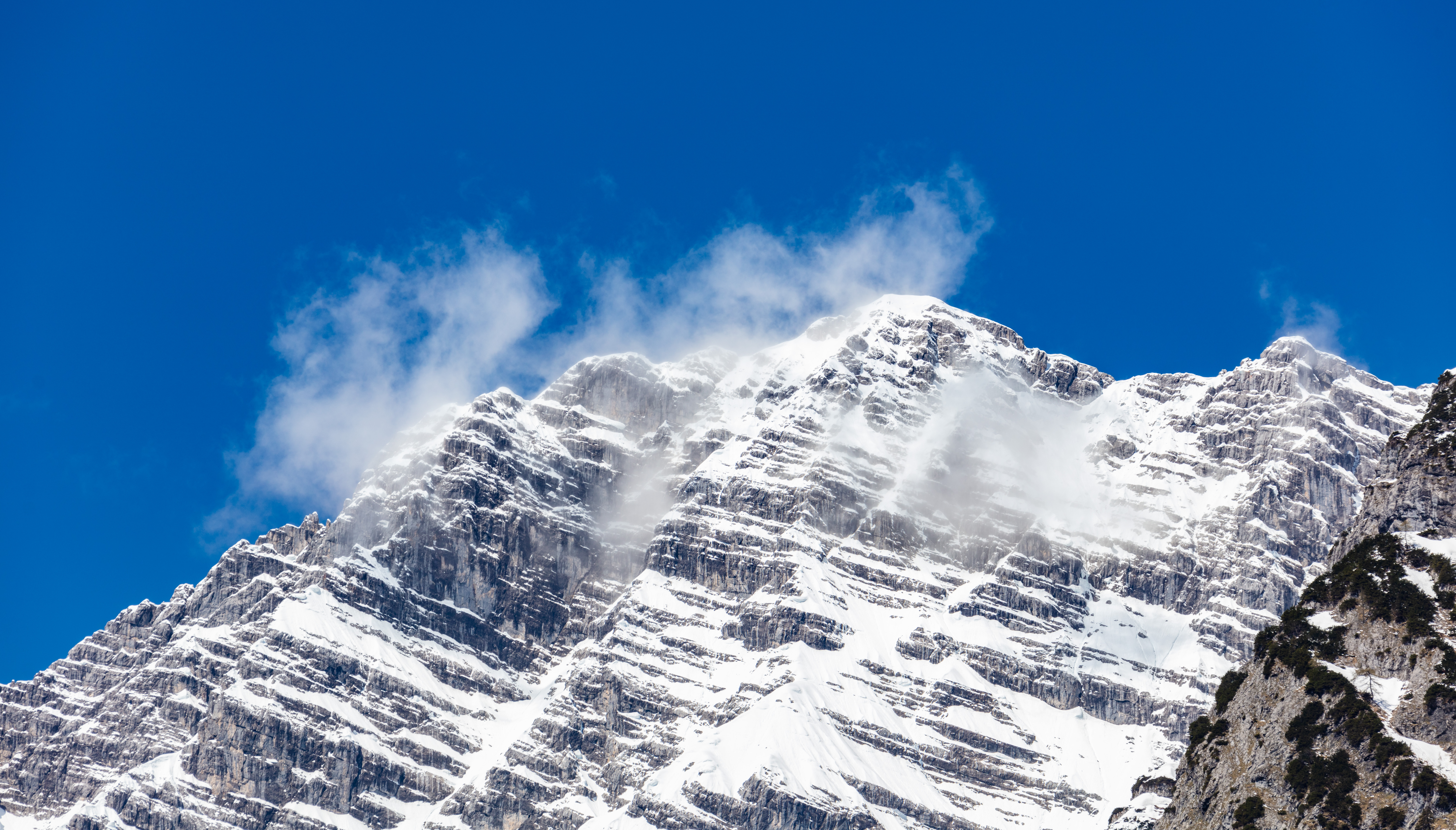
Watzmann.

Los Alpes de Berchtesgaden (en alemán: Berchtesgadener Alpen) son un grupo de montañas de los Alpes calizos septentrionales, que reciben su nombre de la ciudad comercial bávara de Berchtesgaden en su centro.  

## Localización
La cadena montañosa está limitada por el río Saalach en el oeste y el Salzach en el este. Su pico más al norte es el Hochkönig al sur de Salzburgo, en los montes Untersberg. La parte central de los Alpes de Berchstesgaden pertenece al distrito bávaro de Berchtesgadener Land, los bordes septentrional, oriental y meridional son parte del estado de Salzburgo en Austria.

## Alrededores
- Montes Salzkammergut al este.
- Tennengebirge al sureste.
- Alpes Slate de Salzburgo al sur.
- Alpes de Kitzbühel al suroeste.
- Loferer y Leoganger Steinberge al oeste.
- Alpes de Chiemgau al noroeste.

## Montañas y lagos
El pico más conocido de los Alpes de Berchtesgaden es el Watzmann, la tercera montaña en altura de Alemania con 2.713 m s. n. m. La cadena comprende también la ladera de Obersalzberg, al este de Berchtesgaden, tristemente famosa por el domicilio de Adolfo Hitler, Berghof. El pintoresco corazón es el Königssee con la famosa iglesia de peregrinación de San Bartolomé, parte del Parque nacional de Berchtesgaden.
Otros picos principales incluyen:
- Hochkalter 2,607 m.
- Großer Hundstod 2,593 m.
- Funtenseetauern 2,578 m.
- Hocheisspitze 2,523 m.
- Hoher Göll 2,522 m.
- Großes Teufelshorn 2,361 m.
- Kahlersberg 2,350 m.
- Stadelhorn 2,286 m.

## Reserva de la biosfera
Forma parte de las reservas de la biosfera de la Unesco desde el año 1990. Es la única reserva de la biosfera de carácter alpino de Alemania. La reserva se ha ampliado en el año 2010, y se le ha dado un nombre nuevo, Berchtesgadener Land Biosphere Reserve, esto es "Reserva de la biosfera de Berchtesgadener Land" de manera que incluye toda la comarca de Berchtesgaden. Como consecuencia de la extensión, en la Zona 3 o "Zona de Transición" viven hasta 103.000 personas. Se pretende con la extensión mejorar la protección de la rica biodiversidad de la zona, así como la integración de más habitantes. 